# Lixóz
A lixóz egy aldopentóz, egy 5 szénatomos monoszacharid, amelynek van egy aldehid funkciós csoportja. Az összegképlete C5H10O5. A xilóz C-2 epimerje.
A természetben ritkán fordul elő, de megtalálható a baktériumok sejtfalát alkotó glikolipidekben.

D-Lixóz furanóz és piranóz alakban